# Barsinghausen
Barsinghausen – miasto w Niemczech, położone w kraju związkowym Dolna Saksonia, wchodzi w skład związku komunalnego Region Hanower. Powierzchnia miasta wynosi 102,65 km², a w roku 2008 liczba mieszkańców wynosiła 33 961.
W mieście znajduje się stacja kolejowa.
W miejscowym centrum sportowym Dolnej Saksonii, który stanowi czterogwiazdkowy ośrodek "Gilde Sport Hotel" przygotowywała się do piłkarskich Mistrzostw Świata 2002 reprezentacja Polski. Był on również bazą pobytową tej samej kadry narodowej podczas kolejnych Mistrzostw Świata.

## Demografia
- 1998 - 34 743
- 1999 - 34 648
- 2000 - 34 497
- 2001 - 34 408
- 2002 - 34 370
- 2003 - 34 376
- 2004 - 34 253
- 2008 - 33 961

## Współpraca
- Brzeg Dolny, Polska
- Kowel, Ukraina
- Mont-Saint-Aignan, Francja
- Wurzen, Saksonia